# 1739
Het jaar 1739 is het 39e jaar in de 18e eeuw volgens de christelijke jaartelling.

## Gebeurtenissen
januari
- 1 - Bouveteiland wordt ontdekt door de Franse ontdekkingsreiziger Jean-Baptiste Charles Bouvet de Lozier.

februari
- 24 - De Iraanse heerser Nadir Sjah Afshar trekt met zijn leger Delhi binnen. Bij onlusten worden 30.000 inwoners gedood. De mogulvorst Muhammad Shah moet de capitulatie tekenen.

maart
- 1 - De Marrons op Jamaica sluiten een wapenstilstand met het Britse gouvernement.

april
- 7 - In York wordt de Engelse struikrover Dick Turpin opgehangen.

## Muziek
- Jean-Philippe Rameau componeert Les Fêtes d'Hébé.

## Beeldende kunst

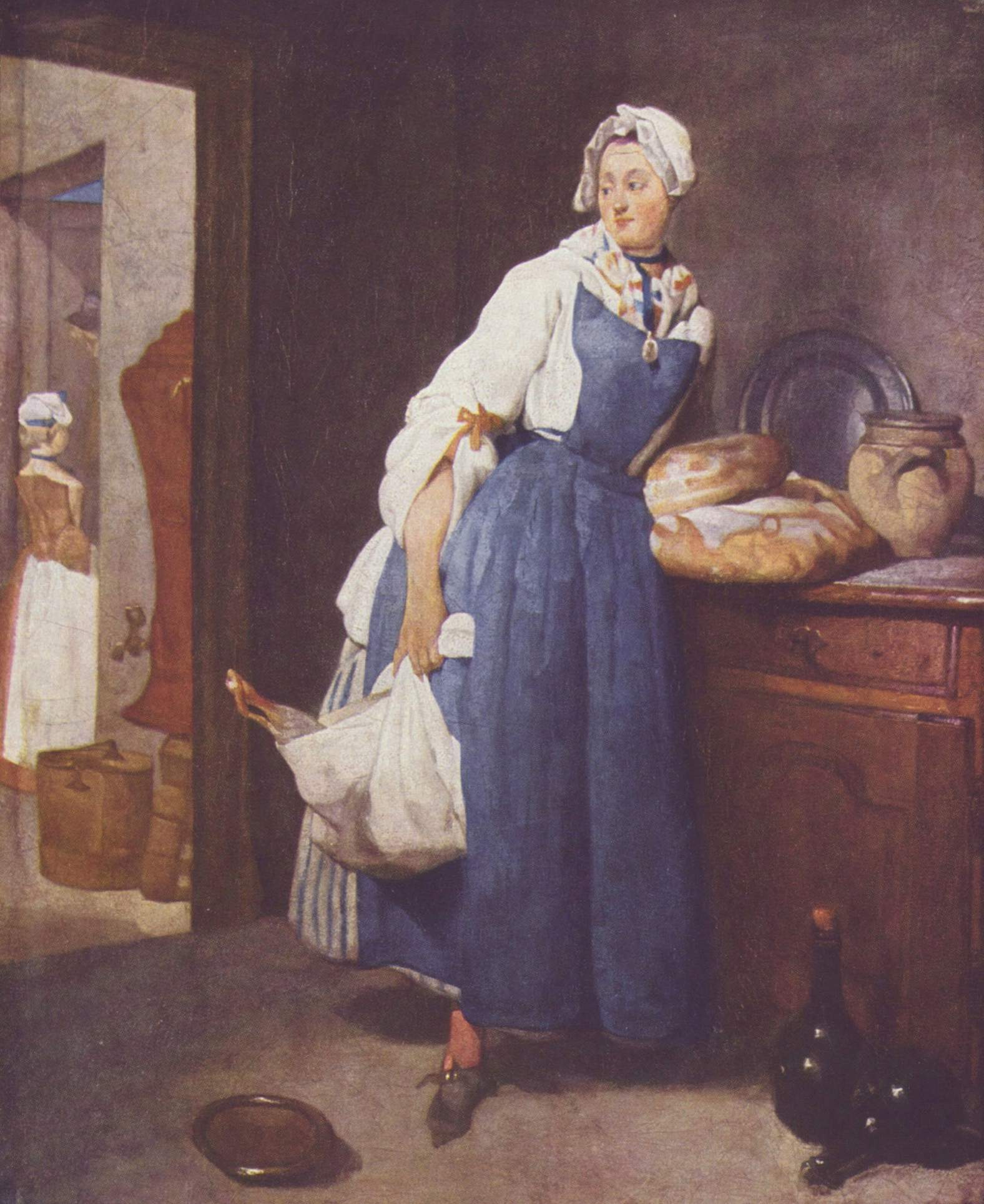
de keukenmeid (1739) Jean-Baptiste Siméon Chardin, Louvre

## Bouwkunst

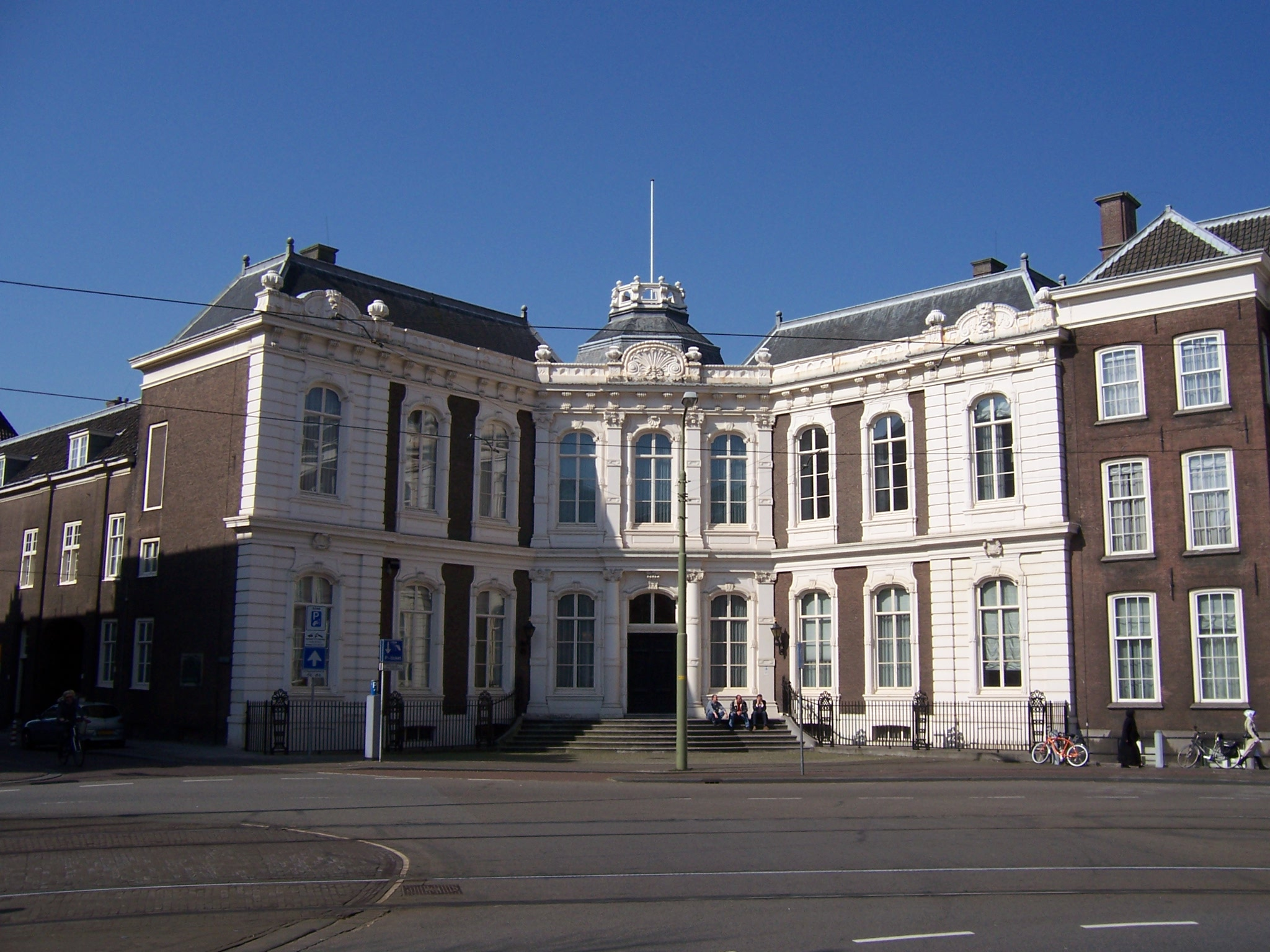
Paleis Kneuterdijk (1739) Daniël Marot, Den Haag

## Geboren
juli
- 26 - George Clinton, Amerikaans politicus (overleden 1812)

oktober
- 24 - Anna Amalia, de latere vorstin van Saksen-Weimar, dochter van hertog Karel van Brunswijk-Wolfenbüttel (overleden 1807)

november
- 2 - Karl Ditters von Dittersdorf, Oostenrijks componist (overleden 1799)

## Overleden
mei

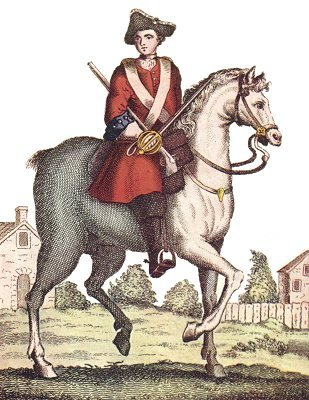
Christian Cavanagh, overleden op 7 juli 1739

- 24 - Koning Narendra Simha van Kandy op Ceylon
- 27 - Johann Gottfried Bernhard Bach (24), Duits organist

juli
- 7 - Christian Cavanagh (72), vrouwelijke militair die meevocht in Spaanse Successieoorlog
- 24 - Benedetto Marcello (52), Italiaans jurist, diplomaat, schrijver, dichter en componist

september
- 12 - Reinhard Keiser (65), barokcomponist en operaproducent

december
- 23 - John Vanderbank (45), Engels kunstschilder

datum onbekend
- Quirinus van Blankenburg (~85), Nederlands muziektheoreticus, organist, beiaardier en componist